# مركز تسوق
مركز التسوق أو المجمع التجاري أو المركز التجاري أو «المول»(ملاحظة) مجمع مغطى جزئيا أو كليا، وهو نوع من الأسواق الحديثة، تصمم لاستهواء المتسوق للشراء، فتكون مكيفة ومشتملة على مراكز الترفيه والتسوق، ومتاجر ومطاعم، ووسائل نقل عام أو مواقف سيارات.

## الصور

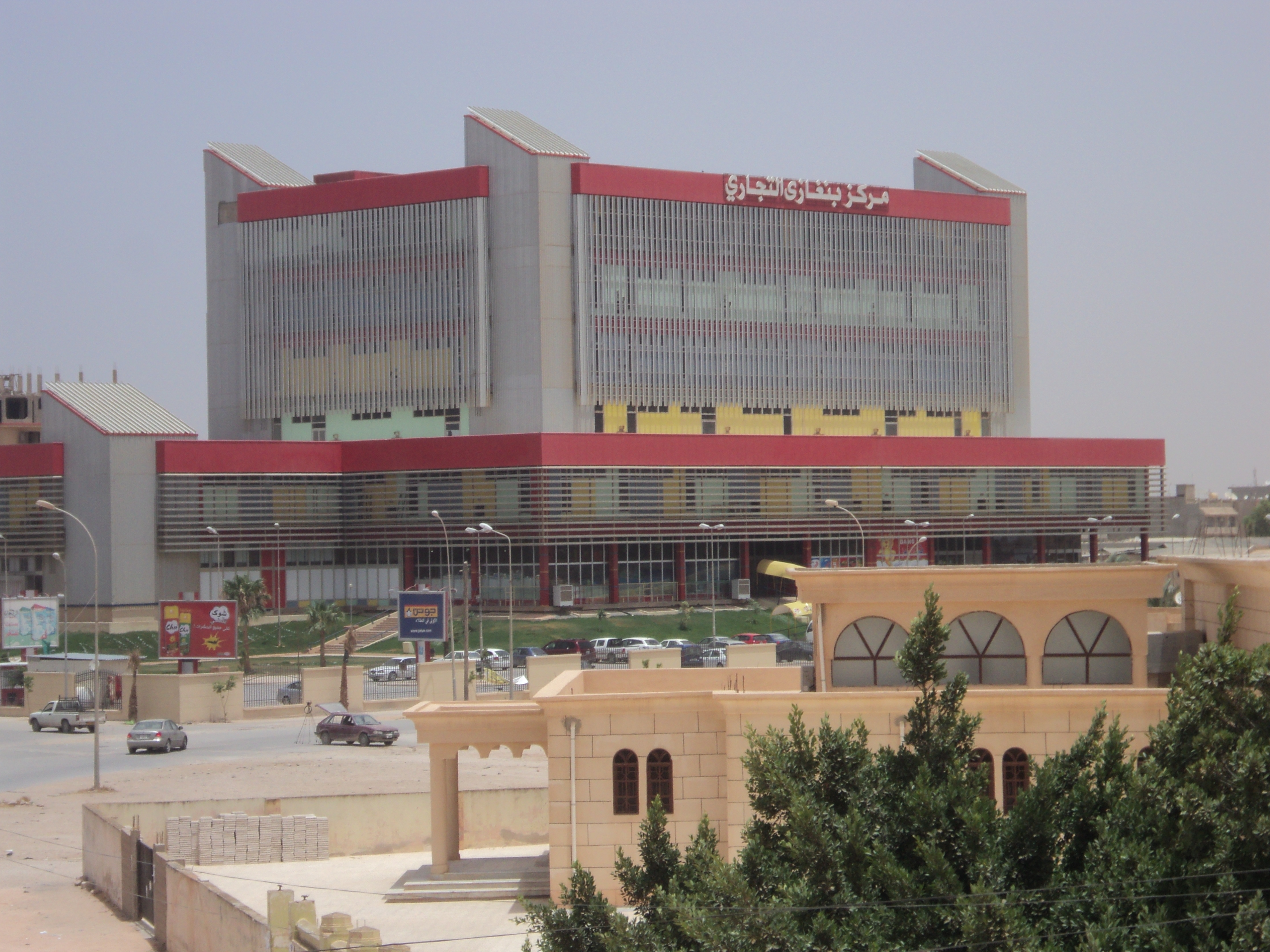
مركز تجاري في بنغازي
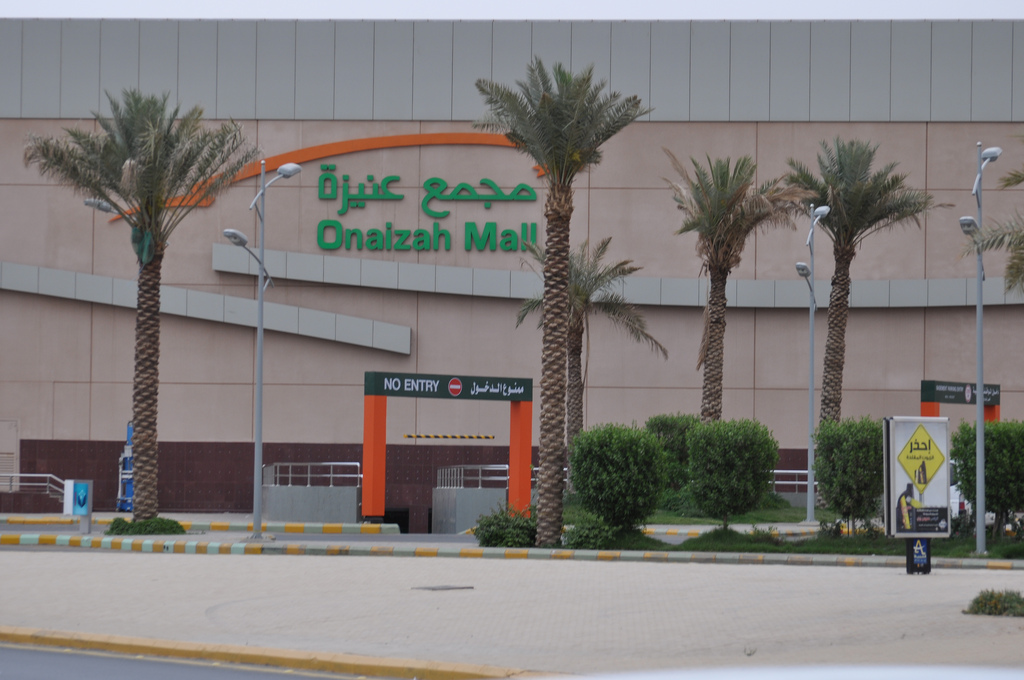
مجمع عنيزة
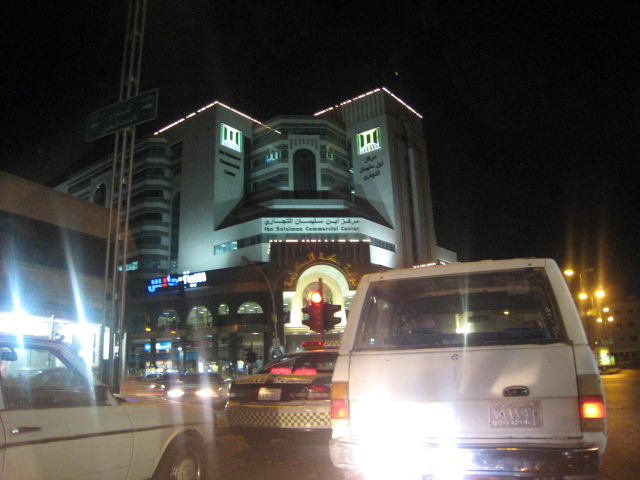
«مركز ابن سليمان التجاري» بالرياض

## هوامش
ملاحظة كلمة «مول» دخيل أمريكي، حيث أن معناها في بريطانيا مركز تسوق في الهواء الطلق.